# 장단군의 국회의원
제2대 총선 이후에는 조선민주주의인민공화국으로 넘어간 장단군의 영역을 제외한, 대한민국에 남은 장단군의 영역은 파주군과 연천군으로 편입되면서 군 자체가 폐지되어 국회의원이 없다. 장단군의 잔여지역은 1963년 이후 파주군과 1954년 이후 연천군에 각각 편입되어 국회의원을 선출하고 있다.

## 장단군의 역대 국회의원 목록
| 대수  | 이름           | 소속정당 | 임기                              | 선거구역    |
| ----- | -------------- | -------- | --------------------------------- | ----------- |
| 제1대 | 조중현(趙重顯) | 무소속   | 1948년 5월 31일 ~ 1950년 5월 30일 | 장단군 일원 |
| 제2대 | 백상규(白象圭) | 무소속   | 1950년 5월 31일 ~ 1954년 5월 30일 | 장단군 일원 |

## 같이 보기
- 연천군의 국회의원
- 파주시의 국회의원